# Jean Marie Beaupuy

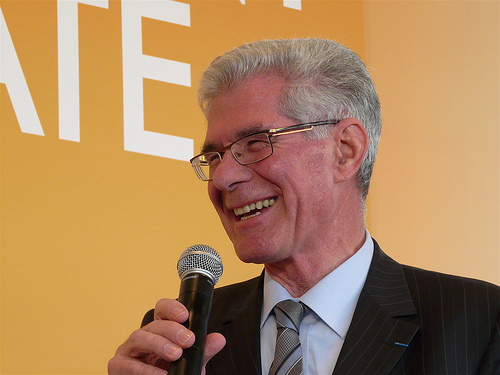
Jean Marie Beaupuy (2009)

Jean Marie Beaupuy (* 28. November 1943 in La Chapelle-sur-Loire, Département Loire) ist ein französischer Politiker der Union pour la démocratie française.

## Leben
Von 1983 bis 2007 war Beaupuy stellvertretender Bürgermeister von Lyon. Von 2004 bis 2009 war Beaupuy Abgeordneter im Europäischen Parlament und Mitglied der Fraktion der Allianz der Liberalen und Demokraten für Europa. Dort war er Mitglied im Ausschuss für regionale Entwicklung, in der Delegation für die Beziehungen zu Australien und Neuseeland sowie im Nichtständigen Ausschuss zu den politischen Herausforderungen und Haushaltsmitteln der erweiterten Union 2007–2013.
Seit 2014 ist er als Vertreter der Europäischen Demokratischen Partei Mitglied im Vorstand der Europäischen Bewegung International.